# Pevarada
La pevarada o peverada, termine del dialetto padovano che significa "pepata", è una salsa realizzata con fegati di pollo, spezie e abbondante pepe. Si aggiunge secondo usanze e tradizioni soppressa o salsiccia, lardo e pancetta, cipolla, salvia e bacche di ginepro.
Questa salsa si aggiunge alla cottura di pollame arrostito ma soprattutto in casseruola, come la faraona, ma anche gallina, piccione, fagiano e altra cacciagione. La diffusione di questa salsa è limitata al Veneto, quasi esclusivamente alle città di Padova e Treviso e le relative provincie. La tradizione la vede preparata per l'inverno e nelle festività natalizie. Un tempo per unire la salsa alla carne si procedeva alla scorlada ovvero allo scuotimento della pentola chiusa con il coperchio.
Non è da confondere con la pearà, salsa della tradizione veronese, da cui differisce molto.
La salsa è utilizzata anche per la preparazione di risotti.

## Storia
La ricetta ha chiare origini medievali ed è riportata anche nel celebre Libro novo nel qual s'insegna a far d'ogni sorte di vivande dato alle stampe a Ferrara nel 1549. Sebbene soffra di un effettivo accantonamento nelle case padovane, la preparazione è nelle carte di alcuni ristoranti cittadini e dei Colli Euganei.